# Thomas Mifflin
Thomas Mifflin (ur. 10 stycznia 1744, zm. 20 stycznia 1800) – amerykański kupiec i polityk z Filadelfii.
Był generałem Armii Kontynentalnej podczas wojny o niepodległość Stanów Zjednoczonych, prezydentem Kongresu Kontynentalnego, jednym z sygnatariuszy Konstytucji Stanów Zjednoczonych oraz pierwszym gubernatorem stanu Pensylwania.